# Christiane Weber
Christiane Weber, född den 13 februari 1962 i Mülheim an der Ruhr i Tyskland, är en västtysk fäktare som bland annat tog OS-guld i damernas lagtävling i florett i samband med de olympiska fäktningstävlingarna 1988 i Seoul.